# Léon Schreurs

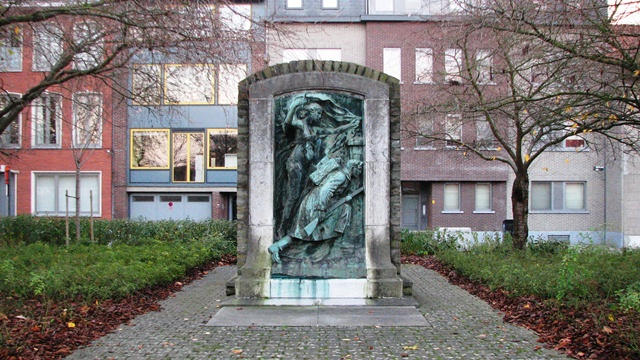
Monument ter ere van Schreurs op de Schreursvest te Leuven

Guillaume Jean Léon Schreurs (Sint-Jans-Molenbeek, 10 februari 1888 - Leuven, 19 augustus 1914) was een Belgisch soldaat die bekendheid verwierf door zijn dood in de Eerste Wereldoorlog.
Léon Schreurs werd geboren als zoon van een Nederlandse vader, afkomstig uit Roermond en een Belgische moeder uit Aalter. In 1907, toen hij meerderjarig werd, werd hij voor de keuze gesteld welke nationaliteit hij zou aannemen. Hij koos voor de Belgische nationaliteit en deed zijn dienstpicht bij het Belgisch leger.
Bij het begin van de oorlog werd hij opgeroepen en ingedeeld in het 6e Linieregiment. Bij de terugtrekking uit Leuven raakte hij gescheiden van de rest van zijn regiment, maar koos ervoor om stand te houden in Leuven. Aan de Tiensepoort in Leuven wist hij vijf Duitse soldaten neer te schieten alvorens zelf dodelijk getroffen te worden. Dit wapenfeit deed hem de geschiedenis ingaan als "de laatste verdediger van Leuven".
Een deel van de ring rond Leuven werd naar hem vernoemd uit eerbetoon, de Léon Schreursvest.